# Ribeira das Velhas
A Ribeira das Velhas é um curso de água português localizado no concelho das Lajes do Pico, ilha do Pico, arquipélago dos Açores.
Este curso de água tem origem a cerca de 750 metros de altitude. A sua bacia hidrográfica recebe as águas de escorrência da encosta de parte da Caldeira de Santa Bárbara.
O seu curso de água que desagua no Oceano Atlântico, fá-lo na costa entre a Ponta dos Biscoitos e a localidade das Ribeiras.